# NGC 4117
NGC 4117 (również UGC 7112 lub PGC 38503) – galaktyka soczewkowata (S0), znajdująca się w gwiazdozbiorze Psów Gończych. Odkrył ją William Herschel 6 lutego 1788 roku. Należy do galaktyk Seyferta typu 2.